# Meschrano Dschirga
Als Meschrano Dschirga (paschtunisch مشرانو جرګه) bezeichnet man das Oberhaus des ehemaligen afghanischen Zwei-Kammern-Parlaments. Meschrano Dschirga bedeutet übersetzt so viel wie „Haus der Ältesten“.

## Zusammensetzung
Die Meschrano Dschirga besteht insgesamt aus 102 Abgeordneten. Ein Drittel davon werden durch die Bezirksräte für 3 Jahre gewählt, ein Drittel durch die Provinzräte für 4 Jahre gewählt, und ein Drittel werden vom Präsidenten Afghanistans für 5 Jahre nominiert. Die Hälfte der vom Präsidenten nominierten Kandidaten müssen laut Gesetz Frauen sein, zwei Sitze sind für behinderte Kandidaten und zwei für die Kutschi-Nomaden reserviert.
Während der Parlamentswahlen 2005 fanden jedoch keine Wahlen der Bezirksräte statt. Auch die für 2010 mit den Parlamentswahlen gemeinsam geplanten Bezirkswahlen fanden nicht statt.

## Bedeutung
Die Meschrano Dschirga spielt weniger eine gesetzgebende, eher eine beratende Rolle. Dennoch hat sie durch das ihr zustehende Vetorecht starke Auswirkungen auf politische Entscheidungen.